# René Victor
René Paul Norbert Victor (Antwerpen, 19 januari 1897 - 5 november 1984) was een Belgische advocaat, rechtsgeleerde en politicus.

## Biografie

### Familiale en persoonlijke gegevens
René Victor was de zoon van Jan Victor, havenambtenaar in Antwerpen, en Johanna Calle. Hij volgde secundair onderwijs in het Koninklijk Atheneum van Antwerpen, waar hij onder meer August Borms en Omer Wattez onder zijn leraars had. Hij werd er voorzitter van de Vlaamsche Bond in 1912.
Toen hij in de poësis zat, verliet hij samen met zijn vriend Paul van Ostaijen het atheneum. Ze legden examen af en werden beiden klerk op het stadhuis van Antwerpen. Door twee andere bedienden, Herman Vos en Marten Rudelsheim, werden ze overgehaald tot het activisme.
In 1915 werd de achttienjarige Victor medewerker van Het Vlaamsche Nieuws, een progressief-liberale en Vlaamsgezinde krant. Hij legde in 1916 het zogenaamde "homologatie-examen" af, dat de volledige stof van het atheneum behelsde. Van 1916 studeerde hij verder met de bedoeling voor de Centrale Examencommissie (de zogenaamde Middenjury) het diploma van doctor in de rechten te behalen. Na de wapenstilstand werd hij geschorst als ambtenaar.
Op twee jaar tijd legde hij bij de Centrale Examencommissie de vijf examens voor het doctoraat rechten af.
Op 24 augustus 1921 trad hij in het huwelijk met Augusta-Frieda De Meulemeester (1897-1982). Als huwelijksgeschenk kregen zij van hun vriend Oscar Jespers een kubistisch portret genaamd Frieda.
Tijdens de Duitse bezetting in de Tweede Wereldoorlog werd Victor naar eigen zeggen gedurende acht dagen door de Duitsers aangehouden.
Hij werd in 1966 door koning Boudewijn in de adelstand verheven met de titel van ridder. Zijn devies luidde "Ook Goed". Zijn wapenschild was van keel, met een paal van zilver, geknot in het schildhoofd, ondersteund door een dwarsbalk, het geheel vergezeld van drie aanziende koppen van katten.
Op 28 december 1976 was hij medeoprichter van de vzw Stichting Ridder René Victor, die tot doel heeft de vergelijkende studie te bevorderen van het Belgische en het Nederlandse recht. Zij tracht dit doel te bereiken door onder meer prijsvragen uit te schrijven, opdrachten te verlenen en beurzen en subsidies beschikbaar te stellen.
Na zijn overlijden in 1984 werd Victor begraven op het Schoonselhof in Antwerpen, naast zijn twee jaar eerder overleden echtgenote.

### Advocaat
In 1922 vestigde Victor zich als advocaat in Antwerpen. Hij liep stage bij advocaat Édouard Pécher, die later voorzitter werd van de Liberale Partij en in 1926 minister van Koloniën was. Victor stond bekend om zijn diepe forse stem, zijn welsprekendheid en zijn hardnekkigheid bij het verdedigen van zijn cliënten. Hij maakte naam in een aantal ophefmakende assisenprocessen. Naar verluidt kon hij met een bijzondere scherpzinnigheid ontwaren waar de sterke en de zwakke punten voor de ene en de andere partij bedolven lagen. Hij was achtereenvolgens secretaris (1927-1929), ondervoorzitter (1929-1930) en voorzitter (1947) van de Vlaamse Conferentie bij de balie te Antwerpen.
Hij maakte deel uit van de raad van de Antwerpse Orde van advocaten die in 1941 - onder druk van de Duitse bezetter en van de Vlaamse Conferentie van de Balie die een korte tijd in handen was van onvoorwaardelijke collaborateurs - besliste de joodse advocaten weg te laten van het tableau. Deze beslissing werd na de bevrijding onmiddellijk ongedaan gemaakt.
Na de oorlog verdedigde Victor enkele belangrijke figuren uit de Vlaamse Beweging die gecollaboreerd hadden, onder wie Gérard Romsée en Hendrik Borginon.
Van 1952 tot 1954 was hij stafhouder van de Antwerpse balie. Als hommage wordt tot op heden jaarlijks in de schoot van de Vlaamse Conferentie bij de Antwerpse balie de "Pleitwedstrijd Ridder René Victor" gehouden.

### Rechtsgeleerde
Vanaf 1931 was Victor hoogleraar staatsrecht en administratief recht aan de Université libre de Bruxelles. Hij bekleedde er de eerste Nederlandstalige leerstoel als titularis van het vak algemene grondbeginselen van het recht. Hij nam in 1941 ontslag uit dit ambt, toen er een conflict rees tussen de universiteit en de bezetter Van 1955 tot 1967 doceerde hij de vakken overzicht van het staats- en administratief recht en vergelijkend administratief recht aan de Rijksuniversiteit van Gent.
In 1931 richtte hij - als tegenhanger voor het gezaghebbende Franstalige Journal des Tribunaux - het Rechtskundig Weekblad op, dat een toonaangevend Vlaams tijdschrift werd voor juristen. Hij bleef er de hoofdredacteur van tot aan zijn dood. Hij was de stichter van de Vlaamse Rechtskundige Bibliotheek. Het eerste boek schreef hij zelf.
In 1935 werd hij lid van de Vereniging voor Wetenschap en ondervoorzitter van de Bond der Vlaamse Rechtsgeleerden. Hij was stichtend lid van de in 1938 opgerichte Koninklijke Vlaamse Academiën voor Wetenschappen, Letteren en Schone Kunsten van België (de huidige Koninklijke Vlaamse Academie van België voor Wetenschappen en Kunsten). In 1964 werd hij voorzitter van de Vlaamse Juristenvereniging. Hij was tevens lid van de Nederlandse Vereniging voor de Wijsbegeerte des Rechts.
In totaal heeft René Victor meer dan 600 publicaties op zijn naam staan. In verschillende boeken heeft hij geprobeerd de toepassing van de filosofische strekkingen op het recht na te gaan. In zijn boeken Een eeuw Vlaamsch Rechtsleven (1935) en Schets ener geschiedenis van de Vlaamse Conferentie der Balie van Antwerpen (1960) effende hij het pad voor latere historici wat de vernederlandsing van het gerecht betreft. Hij was ook een voorstander van de toenadering tussen juristen uit Nederland en Vlaanderen en van een geleidelijke gelijkschakeling tussen het Nederlandse en het Belgische recht.

### Kunstliefhebber
René Victor was een jeugdvriend van de dichter Paul van Ostaijen. Hij was bevriend met de broers Oscar Jespers (beeldhouwer) en Floris Jespers (schilder) en met de antiekhandelaar en kunstenmecenas François Franck.
Samen met Oscar Jespers verzorgde hij in 1918 de uitgave van Bezette stad, het derde boek van Paul van Ostaijen. Na 1918 zagen René Victor en Paul van Ostaijen elkaar minder, aangezien de tweede naar Berlijn was gevlucht om aan een veroordeling in België te ontsnappen.

### Politicus
Victor behoorde tot de liberale zuil en was vrijmetselaar. Bij de parlementsverkiezingen in 1936 stond hij als eerste opvolger voor de Kamer van volksvertegenwoordigers op de lijst van de Liberale Partij. Hij zetelde nooit in het parlement.
In 1964 werd hij, als lijsttrekker van de Liberale Partij, verkozen tot gemeenteraadslid van Antwerpen en was tot in 1977 fractieleider van de liberalen. Hij vond het "als uitgesproken flamingant" belangrijk dat hij aan het hoofd stond in Antwerpen van een partij die zo dikwijls gedoodverfd werd als de partij van de franskiljons. Hij was ervan overtuigd dat vele mensen de liberale partij verlaten hadden omdat ze er geen voldoening vonden voor hun Vlaamse gevoelens. De liberale partij zelf vond hij belangrijk omdat ze zich verzette tegen klassenstrijd en tegen de te grote inmenging van de staat en omdat ze streed voor de vrijheid

### Pionier van de vernederlandsing van justitie in Vlaanderen
Victor was een voorvechter van het gebruik van het Nederlands in de rechtbanken in Vlaanderen, waar het Frans tot 1935 (het jaar waarin de wet op het taalgebruik in gerechtszaken werd goedgekeurd) vrijwel uitsluitend de voertaal was.
Vooral door de oprichting van het Rechtskundig Weekblad zal zijn naam voor altijd verbonden blijven aan deze belangrijke maatschappelijke omwenteling.

## Publicaties
Een bijna volledige bibliografie van René Victor in:
- Recht in beweging. Opstellen aangeboden aan Prof. Mr. Ridder R. Victor, 2 vol., Deurne, Kluwer, 1973.

Belangrijke werken:
- Het belang van de Nederlandsche wetenschap voor de algemeene rechtstheorie, Antwerpen, Themis, 1932.
- Een eeuw Vlaamsch Rechtsleven, Antwerpen, 1935
- 'De juridische kant van het vraagstuk der Vlaamse Academiën, in Rechtskundig Weekblad, 1937, 1521-1536.
- Schets ener geschiedenis der Vlaamse Conferentie der Balie van Antwerpen, Antwerpen, De Vlijt, 1960